# 팀 덩컨
티모시 시어도어 "팀" 덩컨(영어: Timothy Theodore "Tim" Duncan, 1976년 4월 25일 ~ )은 미국의 은퇴한 농구 선수로 현역 시절에는 전미 농구 협회(NBA)의 팀인 샌안토니오 스퍼스의 선수로 활약했다. 5번의 NBA 챔피언, 2번의 NBA 최우수 선수, 3번의 파이널 최우수 선수 그리고 신인상을 수상했다.